# Gerlachea australis
Gerlachea australis (Dollo, 1900) è una specie di pesce attinopterigo della famiglia dei Batidraconidi. Unica specie conosciuta del suo genere, è presente nell'Oceano Australe lungo la piattaforma continentale dell'Antartide.

## Tassonomia
G. australis fu descritto per la prima volta insieme al suo genere nel 1900 dal palaeontologo Louis Dollo: il genere Gerlachea risultò quindi essere monospecifico. L'esemplare venne scoperto e recuperato durante la Spedizione belga in Antartide ad una profondità di quasi 500 fathoms (circa 900 metri) a 71°34'S, 89°10'W dall'Antartide. Il nome scientifico del genere è un omaggio al leader della spedizione, Adrien de Gerlache, mentre il nome specifico australis significa "meridionale", commemorando il luogo in cui si tenne la spedizione.

## Descrizione
Il suo corpo e le sue guance sono coperti da scaglie ctenoidi e non vi sono lische o uncini sull'opercolo liscio e sulle fauci la specie è dotata di piccoli denti conici disposti in fasce. Il muso è lungo e appiattito, mentre la bocca si estende fino al poro posto davanti alla cavità orbitale. Sono presenti due linee laterali composte da scaglie tubolari, una superiore vicino alla base della pinna dorsale e una inferiore posizionata vicino alla base della pinna anale; non sono presenti linee laterali centrali. La pinna dorsale presenta 44-48 raggi molli, mentre quella anale 34-36. Questa specie può crescere fino ad una lunghezza massima di 28 centimetri. Gli esemplari conservati in alcool hanno un corpo marrone con altre 4-5 chiazze di un marrone più scuro di varia grandezza. L'opercolo e la parte più bassa della testa sono di un marrone chiaro, mentre vi è una macchia più scura alla base delle pinne pettorali. La pinna dorsale è nera sul davanti, da cui parte una sottile striscia che giunge fino alla base della coda. La pinna anale ha piccoli punti neri nella parte anteriore che raggiungono anche quella posteriore schiarendosi sempre più. La pinna caudale e le pinne ventrali sono scure, mentre la pinna pettorale tende al nero. Una striscia scura attraversa obliquamente le guance, mentre gli angoli della bocca sono neri.

## Biologia
G. australis si riproduce, quando supera per dimensioni i 200 millimetri, nel mare di Weddell. La fregola avviene in autunno o primo inverno, con le uova che si schiudono solitamente la primavera successiva. Ha una fase larvale molto prolungata e da adulti diventano predatori di crostacei pelagici come Euphausia superba, E. crystallorophias e Hyperiella antarctica, così come altri anfipodi.

## Distribuzione e habitat
Questa specie si trova nel mare antartico, dove è stata avvistata al largo della Penisola Antartica, dell'Isola Elephant e della piattaforma continentale antartica. È una specie demersale che vive a profondità comprese tra i 200 e i 670 metri di profondità.